# Angel (stacja metra)
Angel - stacja metra londyńskiego, położona w dzielnicy Islington. Została otwarta w roku 1901. W 1992 przeszła przebudowę. Zatrzymują się na niej pociągi Northern Line. Prowadzące na stacje schody ruchome są tak wyprofilowane, że choć różnica poziomów wynosi 27,4 m, to mają aż 60 m długości. Obecnie ze stacji korzysta ok. 16,6 mln pasażerów rocznie. Należy do pierwszej strefy biletowej.    

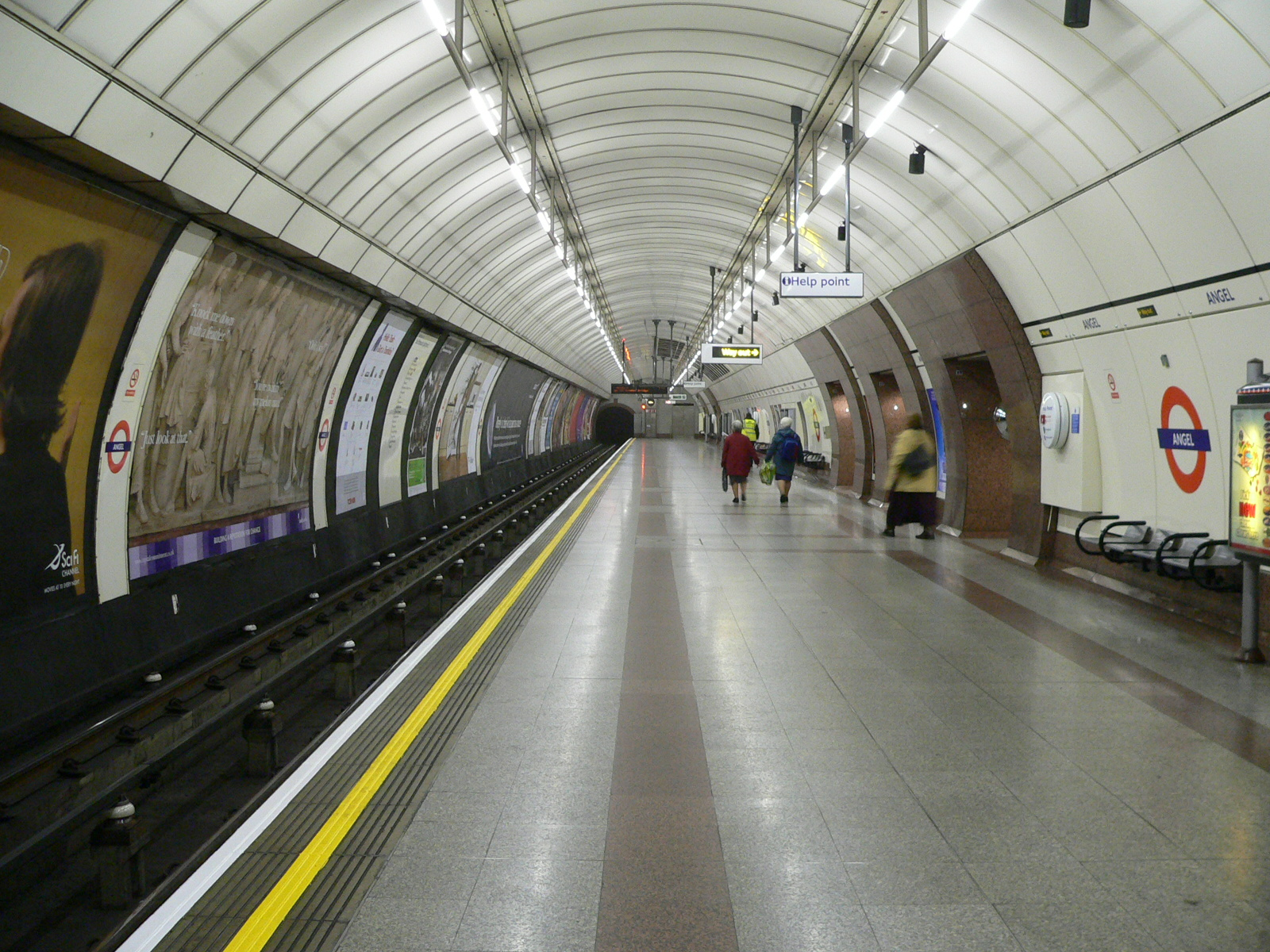
Peron w kierunku południowym